# Museo del Autonomismo Puertorriqueño
El Museo del Autonomismo Puertorriqueño es un pequeño museo en Ponce, Puerto Rico, que muestra la historia política de Puerto Rico con énfasis en las contribuciones hechas por el municipio de Ponce y sus residentes. El museo fue establecido el 7 de septiembre de 2006.

## Historia
El museo fue creado en 2006 bajo la administración municipal del alcalde Francisco Zayas Seijo.

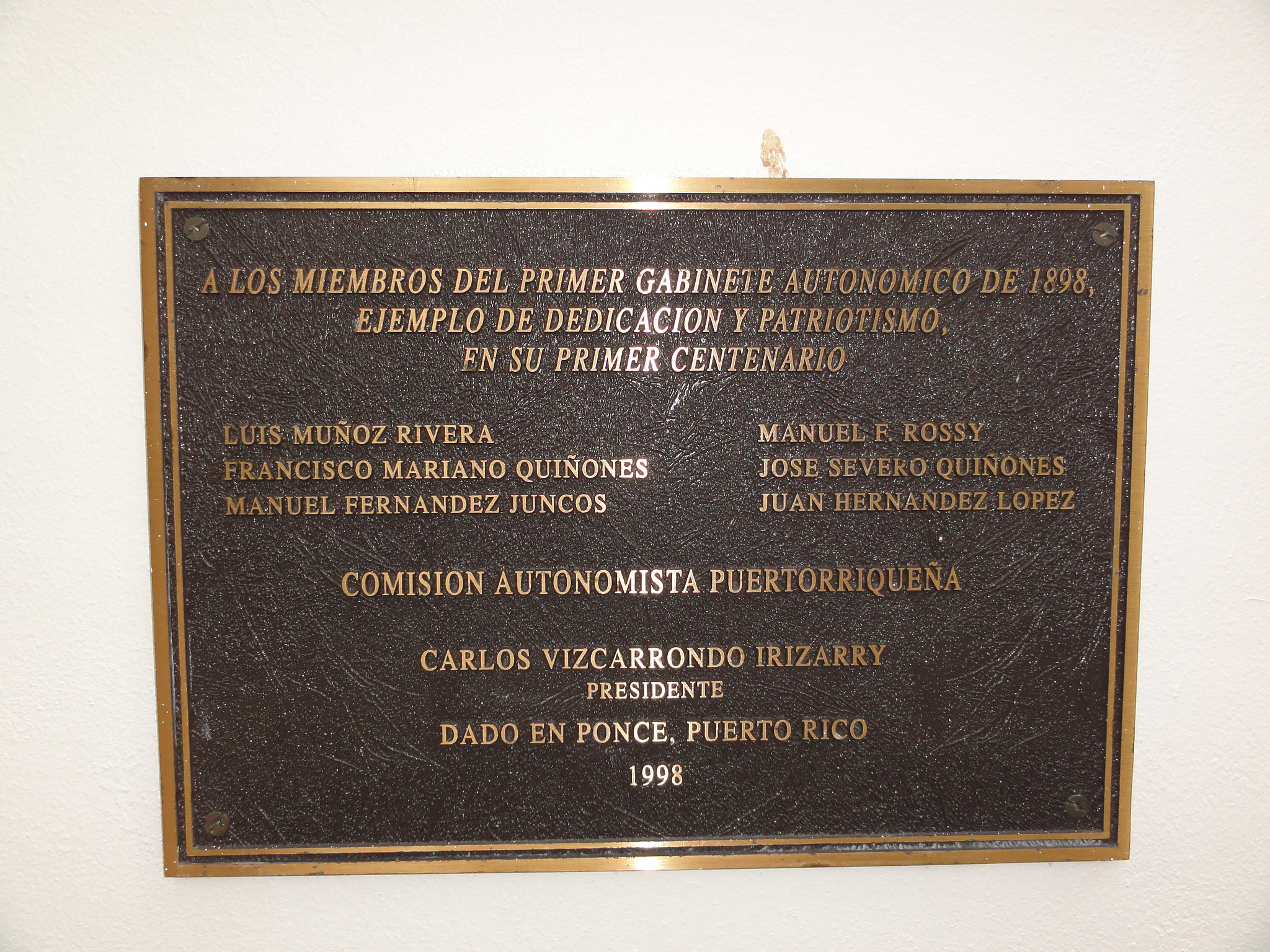
Placa de 1998 en el Museo del Autonomismo Puertorriqueño en honor a los miembros del primer Gabinete Autónomo

El propósito del museo es rastrear la historia del autonomismo en la Isla. En 2009, el municipio también encargó a la Escuela de Arquitectura de la Pontificia Universidad Católica de Puerto Rico realizar un estudio para determinar la viabilidad y el costo de la reconstrucción total del Panteón.

## Ubicación
El museo está ubicado dentro de los terrenos del Panteón nacional Román Baldorioty de Castro. El Panteón es un terreno en el Barrio Segundo de la ciudad de Ponce, originalmente diseñado como el cementerio de la ciudad, se ha convertido en un famoso lugar de enterramiento. Establecido en 1842, es el primer y único panteón nacional de Puerto Rico. Es el único cementerio dedicado como museo en Puerto Rico y el Caribe. El panteón, y su Museo del Autonomismo Puertorriqueño, está ubicado en el Número 1 de la Calle Torres en la Calle Frontispicio en Barrio Segundo, Ponce. 

## Colecciones y exhibiciones
El museo tiene tres colecciones permanentes principales. La primera retrata la búsqueda de la autonomía nacional de Puerto Rico durante el siglo XIX. La segunda colección muestra la autonomía nacional de Puerto Rico durante el siglo XX, y la tercera está dedicada a la autonomía del gobierno municipal de Ponce. Cada área de exhibición señala el papel de la ciudad de Ponce como cuna del autonomismo puertorriqueño, en particular, las Órdenes Ejecutivas del exgobernador Rafael Hernández Colón en el desarrollo del autonomismo nacional durante la segunda mitad del siglo XX, y su papel protagónico en el establecimiento de la Ley de Municipios Autónomos de Puerto Rico de 1991 y el desarrollo de la autonomía municipal. 

## Panteón

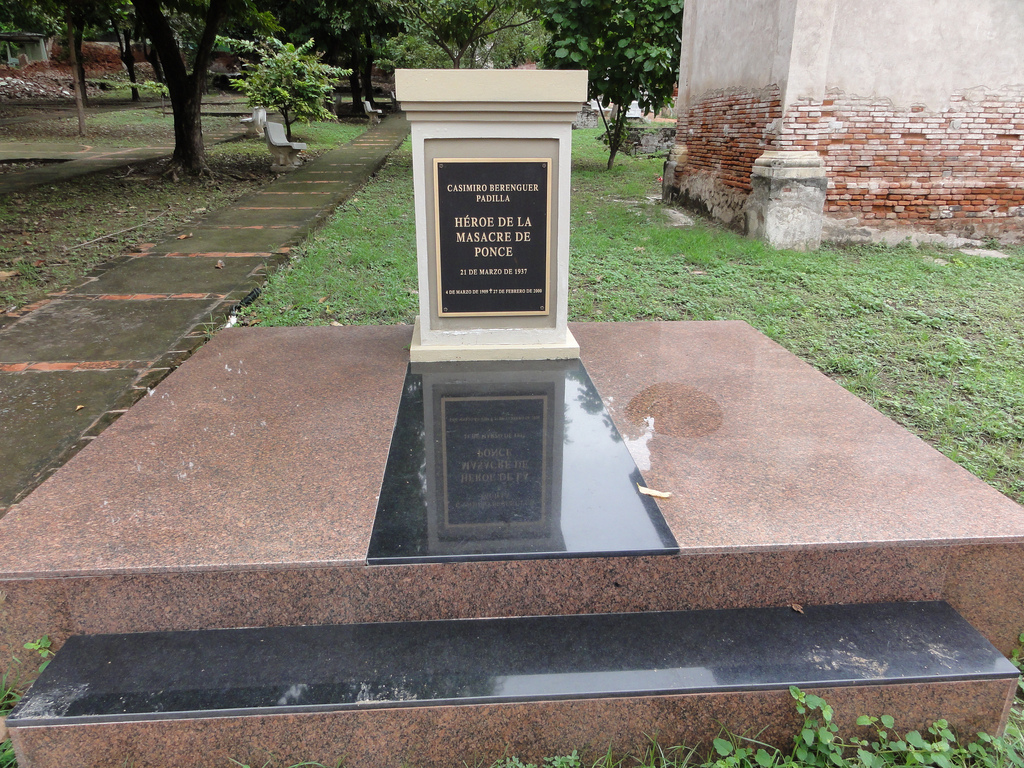
Tumba del nacionalista puertorriqueño Casimiro Berenguer-Padilla, defensor del autonomismo y la independencia de Puerto Rico. La tumba se encuentra en las proximidades del museo.

El cementerio adyacente al museo se distingue porque allí están enterrados varios puertorriqueños ilustres. El personaje más importante enterrado en ese cementerio histórico es Román Baldorioty de Castro, patriota puertorriqueño, periodista, educador, escritor, orador y abolicionista. En 1870 fue elegido delegado a las Cortes de Cádiz, donde atacó el sistema esclavista de la época, siendo responsable de la mayoría de las enmiendas a la libertad. Posteriormente, el 23 de marzo de 1873, se proclamó la abolición de la esclavitud, siendo Baldorioty de Castro responsable de tal proclamación. Se le conoce como el padre del autonomismo puertorriqueño. El difunto alcalde de Ponce, Rafael Cordero Santiago, también autonomista, también tiene aquí un mausoleo. Aquí también están enterrados los restos del héroe nacionalista Casimiro Berenguer. 